# Ещё одна из рода Болейн (фильм, 2008)
«Ещё одна из рода Болейн» (англ. The Other Boleyn Girl) — историческая драма режиссёра-дебютанта Джастина Чадвика об эпохе правления короля Генриха VIII из династии Тюдоров и соперничестве сестёр Анны и Марии Болейн за сердце короля. В основу сценария положен одноимённый популярный роман британской писательницы Филиппы Грегори. Премьера фильма состоялась 19 февраля 2008 года в Лондоне.

## Сюжет
Брак Генриха VIII Английского с вдовой его брата Екатериной Арагонской не привёл к рождению наследника мужского пола. Их единственный оставшийся в живых ребёнок - дочь, принцесса Мария, которая, как опасается Генрих, не сможет успешно править как женщина. Тем временем леди Мария Болейн выходит замуж за Уильяма Кэри. Дядя Марии, Томас Говард, герцог Норфолк, и её отец, сэр Томас Болейн, замышляют сделать старшую сестру Марии, Анну, новой любовницей Генриха, надеясь, что она сможет родить Генриху сына и улучшить положение семьи. Анна соглашается.
Генрих получает травму во время несчастного случая на охоте и влюбляется в Марию, которая ухаживает за его ранами. Затем он приглашает её, её мужа и семью Болейн ко двору. Мария и Анна становятся фрейлинами королевы Екатерины, в то время как Уильяма Кэри отправляют за границу. Мария заводит роман с королем и влюбляется в него. Анна тайно выходит замуж за Генри Перси, дворянина, помолвленного с леди Мэри Тэлбот. Анна рассказывает о своём браке своему брату Джорджу, который, в свою очередь, сообщает об этом Марии. Желая защитить репутацию Анны, Мэри предупреждает их отца и дядю, которые силой расторгают союз, сохраняя его существование в тайне. Томас отправляет Анну ко французскому двору.
Вскоре Мария забеременела от Генриха. В ответ он наградил Болейнов новыми титулами и поместьями, а Джорджа обручили с леди Джейн Паркер, которую он терпеть не может. У Марии начались осложнения во время беременности, и она была прикована к постели до рождения ребёнка. Норфолк вспоминает Анну, чтобы отвлечь Генриха от поисков другой любовницы. Обиженная и ревнующая из-за того, что Генрих изначально предпочел ее сестру, Анна, движимая жаждой мести, обманывает Генриха, отказывая ему в ухаживаниях. Мария рожает сына, но Анна указывает на то, что мальчик незаконнорождённый и, следовательно, не может унаследовать трон. Из-за этого Генрих отвергает Марию и не признаёт ребёнка своим сыном.
Анна продолжает отвергать ухаживания Генриха и обещает смириться, если он больше не будет спать с Кэтрин и перестанет разговаривать с Марией. Это приводит Норфолка в бешенство, пока Анна не раскрывает свои амбиции стать королевой и подарить Генриху законного сына и наследника. Вскоре после этого Марию и её ребёнка высылают в сельскую местность, а Уильям Кэри умирает.
Анна заставляет Генриха порвать с католической церковью, когда папа Климент VII отказывается разрешить ему развестись с Екатериной. Генрих узнаёт о слухах о браке Анны с Перси; Марию возвращают к английскому двору, но она уверяет Генриха, что слухи ложные. По настоянию Анны она решает остаться.
Генрих объявляет себя верховным главой Англиканской церкви. Он даёт себе развод и изгоняет Кэтрин из дворца. Когда Анна отказывается поддерживать их отношения до тех пор, пока они не вступят в законный брак, он, охваченный яростью и вожделением, насилует её. Несмотря на глубокую психологическую травму от этого нападения, беременная Анна выходит замуж за Генриха и становится новой королевой-консортом Англии.
Рождается ещё одна дочь, Елизавета. Генрих, разочарованный тем, что у него до сих пор нет наследника мужского пола, начинает тайно встречаться с Джейн Сеймур, фрейлиной Анны. Англичане глубоко ненавидят Энн, которая публично объявляет её ведьмой, и у нее начинает развиваться паранойя по мере того, как её брак распадается.
После того, как у Анны случился выкидыш, она боится за свою жизнь и умоляет Джорджа забеременеть от неё. Он соглашается, но не может пойти на это. Без их ведома его жена Джейн шпионит за ними и сообщает о своих подозрениях Норфолку и королю. Затем Анну и Джорджа арестовывают по обвинению в кровосмешении, супружеской и государственной изменах. Несмотря на отсутствие доказательств, их признают виновными и приговаривают к смертной казни. Мэри спешит обратно в Лондон, но слишком поздно, чтобы спасти Джорджа, которого обезглавливают. Мария умоляет Генриха сохранить жизнь Анне, и он обещает сделать это, поскольку утверждает, что больше не хочет причинять Марии боль. Сёстры примиряются, и Анна просит Марию присмотреть за ее дочерью.
Марии доставляется послание от Генриха. Он убеждает ее не возвращаться ко двору и сообщает, что Анну казнят. После того, как Анну обезглавили, Мария забирает Элизабет с собой в деревню.
В эпилоге рассказывается, что Томас Болейн умер через два года после казни, Норфолк позже был заключен в тюрьму, а следующие два поколения семьи Говардов также были казнены за государственную измену; Мария снова вышла замуж за человека по имени Уильям Стаффорд и жила вдали от двора; а Елизавета продолжала править Англией более сорока лет как королева Елизавета I.

## В ролях
- Скарлетт Йоханссон — Мария Болейн
- Натали Портман — Анна Болейн
- Эрик Бана — король Генрих VIII
- Марк Райленс — Томас Болейн
- Кристин Скотт Томас — леди Элизабет Болейн
- Джим Стёрджесс — Джордж Болейн, виконт Рочфорд
- Ана Торрент — Екатерина Арагонская
- Эндрю Гарфилд — Фрэнсис Уэстон
- Джуно Темпл — леди Джейн Паркер, виконтесса Рочфорд
- Эдди Редмэйн — Уильям Стаффорд
- Дэвид Моррисси — Томас Говард, 3-й герцог Норфолк
- Бенедикт Камбербэтч — Уильям Кэри
- Джоанна Скэнлэн — акушерка

## Сборы
Бюджет фильма составил 35 млн $. В прокате с 29 февраля по 20 апреля 2008 года, наибольшее число показов в 2477 кинотеатрах единовременно. За время проката собрал в мире 77 713 866 $, из них 26 814 957 $ в США и 50 898 909 $ в остальном мире. В странах СНГ фильм шёл с 6 марта по 31 июля 2008 года и собрал 1 950 523 $.

## Дополнительная информация
- Ряд литературных и телевизионных критиков Британии высказался против экранизации «Ещё одной из рода Болейн» в связи с тем, что на ведущие роли были выбраны американские актёры (Йоханссон, Портман).
- В августе 2007 года в Англии состоялись несколько дней пересъёмок с участием основных актёров картины; в частности, была доснята сцена венчания Анны Болейн и короля. Пересъёмки, по слухам, стали вынужденным ходом, так как студия посчитала первый вариант фильма слишком коротким.
- Некоторые историки считают, что Мария была младшей сестрой Анны Болейн, но её дети считали, что Мария была старшей сестрой, с чем соглашается большинство учёных. Кроме того, в фильме явственно даётся понять, что Анна была самой красивой дочерью в семье Болейн. На самом деле это не совсем так — при дворе Генриха VIII именно Мария Болейн считалась красавицей, а её сестра Анна, хотя именно ей и суждено было стать женой короля, таковой не являлась. Помимо этого, скромный образ Марии Болейн также не соответствует действительности — о её любовных похождениях во Франции в те времена ходило много слухов, правдой является лишь то, что её действительно не волновали богатство и слава, как большинство королевских фавориток.
- Эпизоды с посещением опальной сестры в Тауэре и заступничеством перед королём не соответствуют исторической действительности: на самом деле Мария задолго до казни Анны уединилась в своем поместье в Эссексе, где прожила остаток своих дней в безвестности. Воспитанием своей племянницы Елизаветы, будущей королевы Англии, Мария также никогда не занималась.